# Antonio Labriola
Antonio Labriola, italijanski filozof, novinar in marksist, * 2. julij 1843, Cassino, † 12. februar 1904, Rim.
Labriola velja za enega najpomembnejših italijanskih marksistov.